# Parc national des îles Vierges
Le parc national des îles Vierges (Virgin Islands National Park) est un parc national des États-Unis situé dans les îles Vierges, un archipel des Caraïbes. Le parc a été créé par le Congrès des États-Unis en 1956 afin de préserver la faune et la flore dans le but de favoriser le tourisme. Il est réputé pour ses fonds marins et sa forêt tropicale. Le parc couvre environ 60 % de l'île de Saint-John. Il reçoit la visite d'environ 725 000 visiteurs chaque année.
Près d'un important herbier marin (abritant principalement deux plantes marines ; Thalassia testudinum et Syringodium filiforme) et à une centaine de mètres d'un récif naturel, ce parc abrite l'un des premiers grands récifs artificiels construit aux États-Unis en 1960 au moyen de 800 blocs de béton immergés à 9 mètres de profondeur dans la baie Little Lameshur Bay, grâce auquel on a démontré (1981) que les études sur des petits récifs artificiels ou des récifs naturels ne permettaient pas de prédire par extrapolation le comportement et l'intérêt de grands récifs artificiels, notamment concernant leur aptitude à abriter des complexes d'espèces cryptiques.

## Galerie

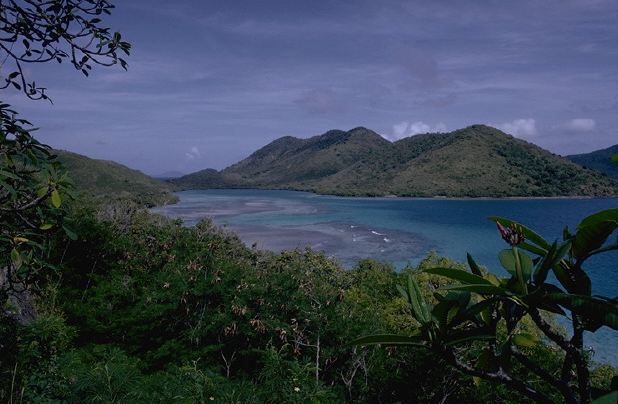
Virgin Islands National Park
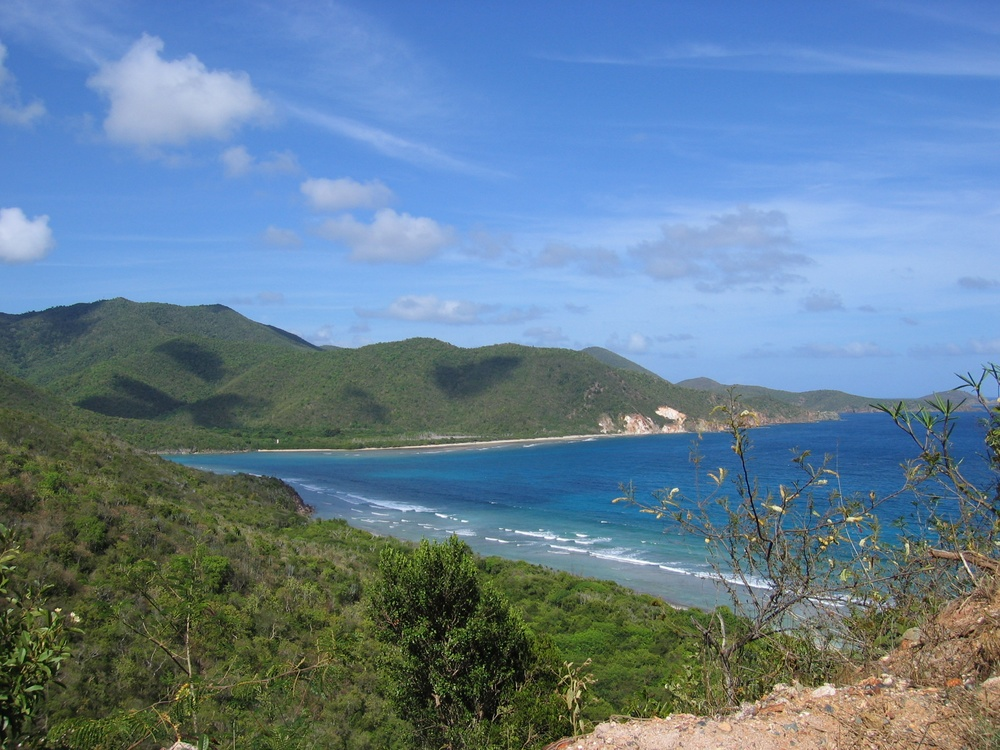
Baie
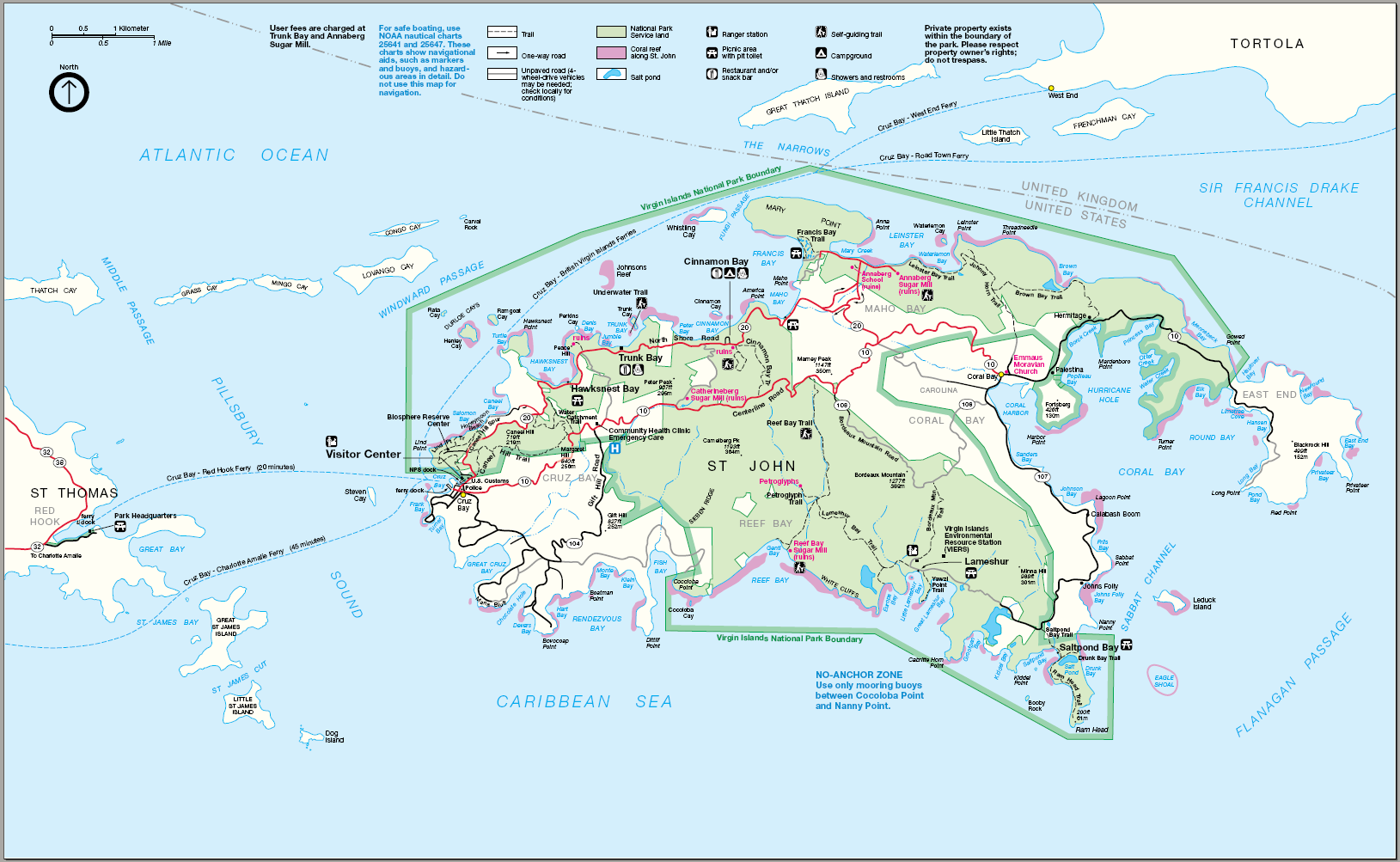
Carte du parc
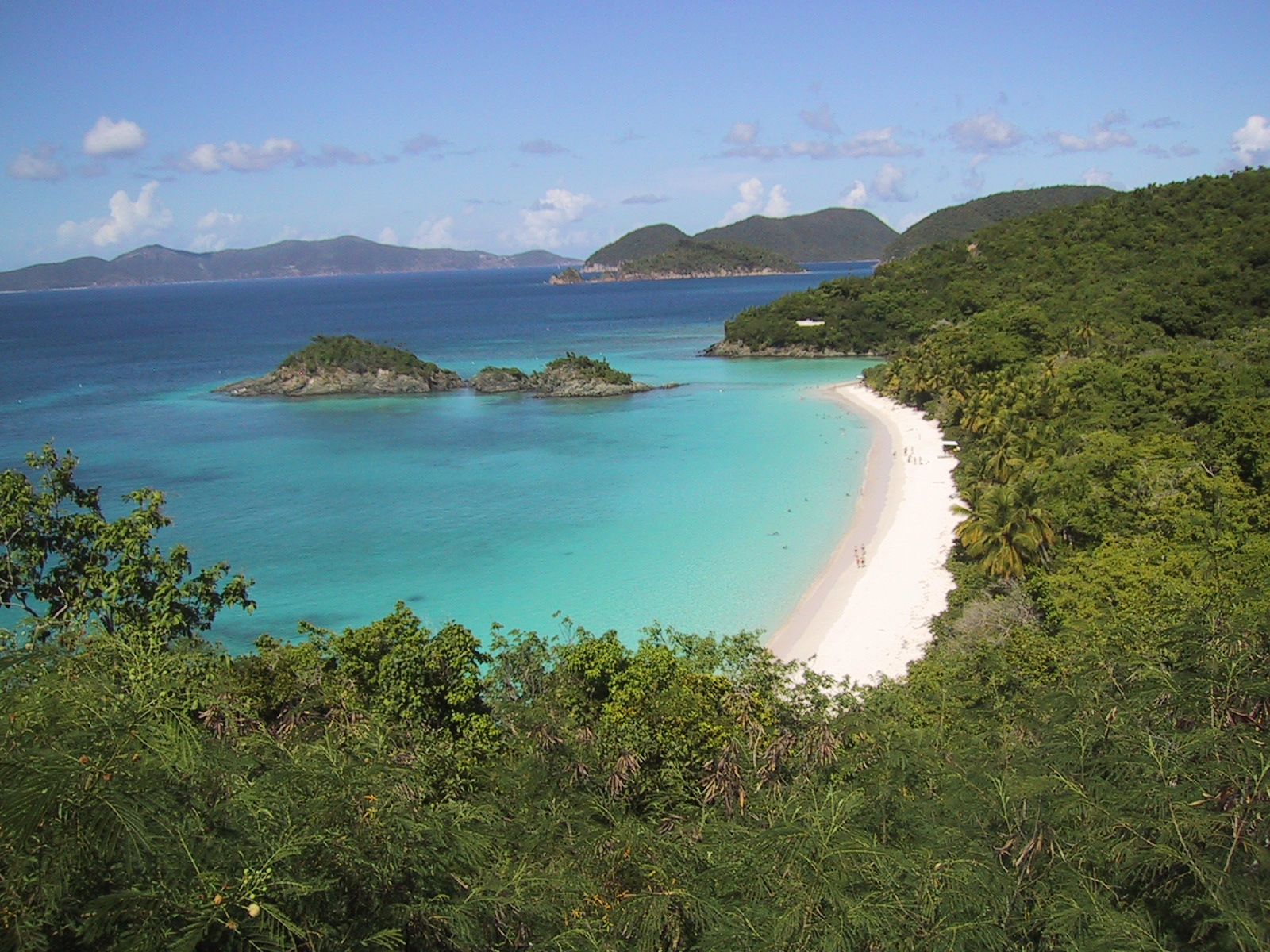
Baie St John Trunk